# Diocesi di Creta

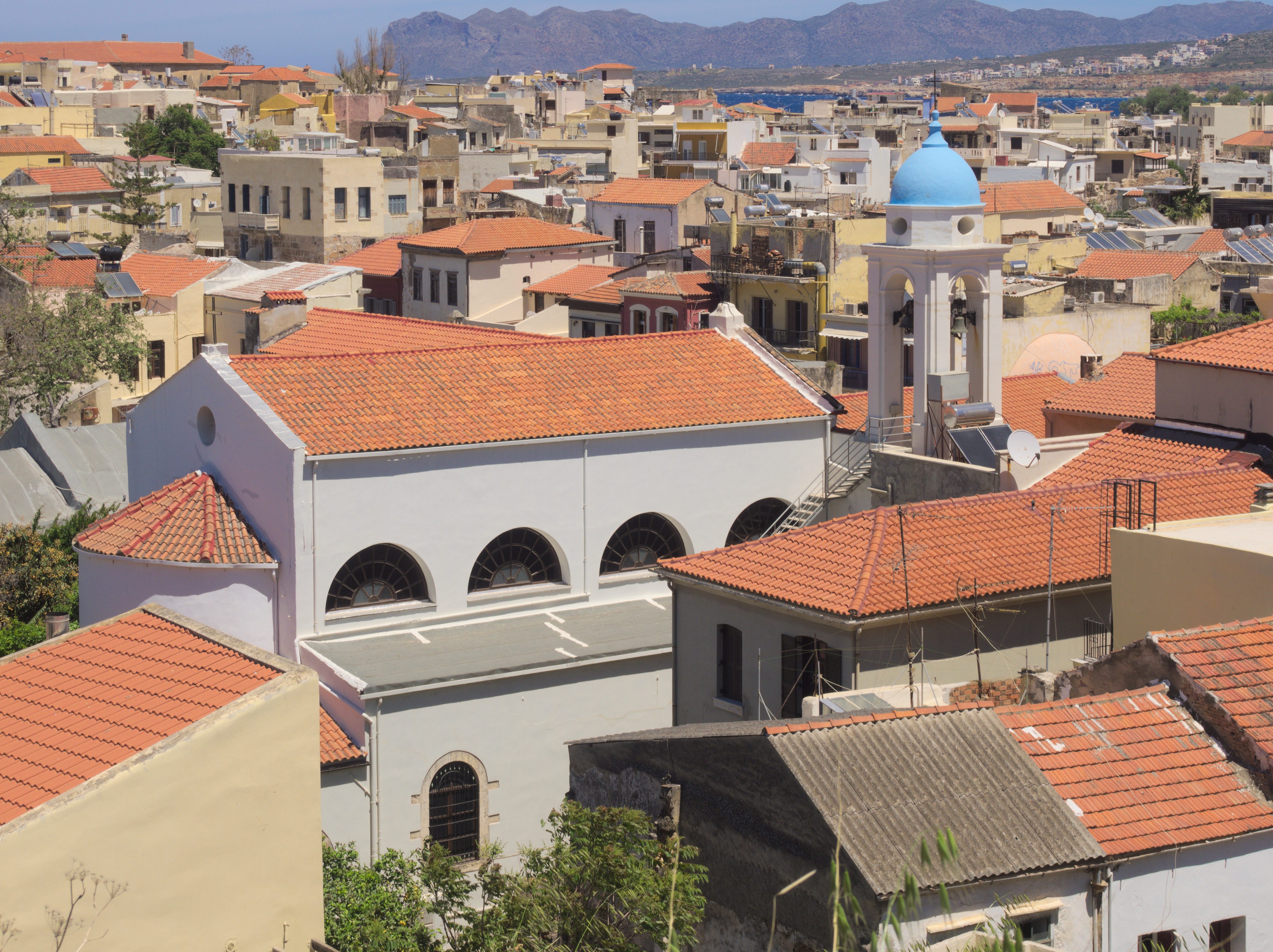
Vista parziale dell'esterno della cattedrale.

La diocesi di Creta (Candia o La Canea) (in latino Dioecesis Candiensis) è una sede della Chiesa cattolica in Grecia suffraganea dell'arcidiocesi di Nasso. Nel 2023 contava 4200 battezzati su 509000 abitanti. La sede è vacante.

## Territorio
La diocesi estende la sua giurisdizione sui fedeli cattolici di rito latino dell'isola di Creta in Grecia.
Sede vescovile è la città di Candia. Alla Canea si trova la cattedrale dell'Assunzione della Beata Vergine Maria.
Il territorio è suddiviso in 3 parrocchie: oltre alla cattedrale vi sono le parrocchie di San Giovanni Battista a Candia e di Sant'Antonio di Padova a Retimo.

## Storia
La presenza cattolica latina nell'isola di Creta inizia con l'occupazione veneziana, iniziata nel 1209 e completata nel 1212. Risale al 1213 circa l'erezione dell'arcidiocesi di Candia; successivamente furono erette nell'isola altre 10 diocesi di rito latino, fra le quali Cidonia, con sede alla Canea.
Dal 1302 al 1314 la sede di Candia fu unita alla sede patriarcale di Costantinopoli.
Secondo il rapporto presentato a Roma dall'arcivescovo Tommaso Contarini nel 1601, in occasione della visita ad limina, la provincia ecclesiastica di Candia comprendeva 7 diocesi suffraganee, tre con sede in città fortificate, ossia Canea, Retimo e Setea, e quattro diocesi rurali, Gerapetra, Chirone, Milopotamo e Cisamo. La chiesa cattedrale era dedicata a San Tito, con 14 canonicati.
In seguito all'occupazione turca dell'isola nel 1669 tutte le diocesi latine rimasero vacanti.
Dopo l'indipendenza della Grecia dall'impero ottomano, dal 19 agosto 1834 ai vescovi di Sira, in qualità di delegati apostolici, fu affidata la cura pastorale dei pochi cattolici latini della nuova nazione, il cui territorio, dal punto di vista ecclesiastico, fu ricavato dal vicariato apostolico di Costantinopoli (oggi vicariato apostolico di Istanbul). Il medesimo vescovo provvedeva anche ai cattolici di Creta.
La diocesi fu restaurata da papa Pio IX in forza del breve Arcano divinae del 28 agosto 1874 con il nome di diocesi di Creta, rendendola suffraganea dell'arcidiocesi di Smirne. Sede della nuova diocesi, affidata alle cure dei frati cappuccini, fu la città della Canea.
Nel 1890 furono censiti in tutta l'isola 600 fedeli cattolici; erano 300 a metà Ottocento.
Dal 1939 al 1952 la sede fu governata da amministratori apostolici senza carattere episcopale. Dal 1952 è affidata in amministrazione ad nutum Sanctae Sedis al vescovo di Sira e di Santorino.
Il 27 settembre 1974 con il decreto Quo facilius della Congregazione per le Chiese orientali la diocesi è stata trasferita dalla provincia ecclesiastica di Smirne a quella di Nasso.

## Cronotassi

### Arcivescovi di Candia
- Anonimo † (1213)
- Giovanni Querini † (? - 17 luglio 1252 nominato arcivescovo, titolo personale, di Ferrara)
- Angelo Maltraverso, O.P. † (1252 - 28 maggio 1255 nominato patriarca di Grado)
- Leonardo Pantaleo † (1260 - 1268)
- Anonimo † (menzionato il 10 maggio 1282)[3]
- Matteo, O.P. † (31 gennaio 1289 - ?)
- Angelo Beacqua † (7 aprile 1294 - ? deceduto)
  - Sede unita a Costantinopoli (1302-1314)
- Alessandro di Sant'Elpidio, O.E.S.A. † (2 marzo 1314 - 1334 dimesso)
- Egidio di Gallutiis, O.P. † (11 maggio 1334 - 6 dicembre 1340 deceduto)
- Francesco Michiel † (prima del 25 settembre 1342 - ? nominato vescovo di Patara)
- Orso Dolfin † (30 marzo 1349 - 5 novembre 1361 nominato patriarca di Grado)
  - Orso Dolfin † (5 novembre 1361 - 1363) (amministratore apostolico)
- San Pietro Tommaso, O.Carm. † (6 marzo 1363 - 5 luglio 1364 nominato patriarca di Costantinopoli)
- Francesco Querini † (5 luglio 1364 - 22 dicembre 1367 nominato patriarca di Grado)
- Antonio Negri † (15 gennaio 1369 - ?)
- Pietro † (aprile 1375 - ?)
- Matteo † (19 marzo 1378 - ?)
- Cristoforo Gallina † ?
- Antonio Contarini † (6 aprile 1386 - 16 marzo 1387 deceduto)
- Leonardo Dolfin † (7 maggio 1387 - 29 aprile 1392 nominato arcivescovo, titolo personale, di Castello)
- Marco Giustiniani † (31 agosto 1392 - 1405 deceduto)
- Francesco Pavoni † (13 febbraio 1406 - 1407 ? deceduto)
- Marco Marin † (18 ottobre 1407 - ? deceduto)
- Leonardo Dolfin † (14 settembre 1408 - 1415 deceduto) (per la seconda volta)
- Pietro Donà † (18 aprile 1415 - 1425 nominato arcivescovo, titolo personale, di Castello)
- Fantino Valaresso † (5 dicembre 1425 - 18 maggio 1443 deceduto)
- Fantino Dandolo † (4 settembre 1444 - 8 gennaio 1448 nominato arcivescovo, titolo personale, di Padova)
- Filippo Paruta † (20 febbraio 1448 - 1458 deceduto)
- Gerolamo Landi † (29 marzo 1458 - 1493 o 1494 dimesso)
- Andrea Lando † (4 luglio 1494 - 1505 deceduto)
- Giovanni Lando † (2 marzo 1506 - 1534 ?)
  - Lorenzo Campeggi † (17 giugno 1534 - 1535) (amministratore apostolico)
- Pietro Lando † (28 gennaio 1536 - 1575 dimesso)
- Lorenzo Vitturi † (6 febbraio 1576 - 5 febbraio 1597 deceduto)
- Tommaso Contarini † (4 luglio 1597 - 7 febbraio 1604 deceduto)
- Aloisio Grimani † (7 gennaio 1605 - 21 febbraio 1620 deceduto)
- Pietro Valier † (18 maggio 1620 - 2 ottobre 1623 nominato arcivescovo, titolo personale, di Ceneda)
- Luca Stella † (4 dicembre 1623 - 24 novembre 1632 nominato arcivescovo, titolo personale, di Vicenza)
- Leonardo Mocenigo † (20 giugno 1633 - 1644 deceduto)
- Giovanni Querini † (19 novembre 1644 - ? deceduto)
  - Sede vacante (1669-1874)

### Vescovi di Creta
- Luigi Cannavò, O.F.M.Cap. † (22 dicembre 1874 - 17 febbraio 1889 dimesso[4])
  - Angelo Maria da San Giovanni Rotondo, O.F.M.Cap. † (17 maggio 1889 - 4 ottobre 1898 deceduto) (amministratore apostolico)
  - Antonino da Pettineo, O.F.M.Cap. † (1899 - 1908) (amministratore apostolico)
  - Francesco Giuseppe Seminara, O.F.M.Cap. † (1908 - 22 giugno 1910) (amministratore apostolico)
- Francesco Giuseppe Seminara, O.F.M.Cap. † (22 giugno 1910 - 15 marzo 1926 dimesso[5])
  - Isidoro da Smirne, O.F.M. Cap. (1926 - 1933 ?) (amministratore apostolico)
- Lorenzo Giacomo Inglese, O.F.M.Cap. † (1º febbraio 1934 - 5 maggio 1935 nominato vescovo di Anglona-Tursi)
  - Sede vacante (dal 1935)
  - Roberto da Gangi, O.F.M.Cap. † (1939 - 1948) (amministratore apostolico)
  - Amedeo Marcantonio Speciale da Gangi, O.F.M.Cap. † (1948 - 1951) (amministratore apostolico)
  - Arsenio da Corfù, O.F.M. Cap. † (1951 - 1952) (amministratore apostolico)
  - Georges Xenopulos, S.I. † (1952 - 27 giugno 1974 ritirato) (amministratore apostolico)
  - Franghískos Papamanólis, O.F.M.Cap. † (27 giugno 1974 - 13 maggio 2014 ritirato) (amministratore apostolico)
  - Petros Stefanou (13 maggio 2014 - 11 aprile 2025 dimesso) (amministratore apostolico)
  - Sevastianos Rossolatos[1], dall'11 aprile 2025 (amministratore apostolico)

## Statistiche
La diocesi nel 2023 su una popolazione di 509.000 persone contava 4.200 battezzati, corrispondenti allo 0,8% del totale.
| anno | popolazione | popolazione | popolazione | presbiteri | presbiteri | presbiteri | presbiteri                | diaconi | religiosi | religiosi | parrocchie |
| anno | battezzati  | totale      | %           | numero     | secolari   | regolari   | battezzati per presbitero | diaconi | uomini    | donne     | parrocchie |
| ---- | ----------- | ----------- | ----------- | ---------- | ---------- | ---------- | ------------------------- | ------- | --------- | --------- | ---------- |
| 1950 | 220         | 400.000     | 0,1         | 2          |            | 2          | 110                       |         | 2         | 10        | 3          |
| 1958 | 320         | 460.000     | 0,1         | 3          |            | 3          | 106                       |         | 3         | 8         | 2          |
| 1969 | 450         | 439.000     | 0,1         | 2          |            | 2          | 225                       |         | 2         | 7         | 2          |
| 1978 | 110         | 457.000     | 0,0         | 2          |            | 2          | 55                        |         | 2         | 6         | 3          |
| 1990 | 245         | 435.000     | 0,1         | 3          |            | 3          | 81                        |         | 3         |           | 3          |
| 1999 | 500         | 535.000     | 0,1         | 2          |            | 2          | 250                       |         | 3         | 3         | 2          |
| 2000 | 1.200       | 505.000     | 0,2         | 3          |            | 3          | 400                       |         | 5         | 4         | 3          |
| 2001 | 3.000       | 505.000     | 0,6         | 3          |            | 3          | 1.000                     |         | 5         | 4         | 3          |
| 2002 | 3.500       | 505.000     | 0,7         | 3          |            | 3          | 1.166                     |         | 4         | 4         | 3          |
| 2003 | 3.500       | 505.000     | 0,7         | 4          |            | 4          | 875                       |         | 5         | 4         | 3          |
| 2004 | 3.500       | 505.000     | 0,7         | 3          |            | 3          | 1.166                     |         | 4         | 4         | 3          |
| 2006 | 3.500       | 505.000     | 0,7         | 2          |            | 2          | 1.750                     |         | 4         |           | 3          |
| 2013 | 5.000       | 512.000     | 1,0         | 4          | 2          | 2          | 1.250                     |         | 4         |           | 4          |
| 2016 | 4.800       | 507.800     | 0,9         | 4          | 2          | 2          | 1.200                     |         | 3         |           | 4          |
| 2019 | 4.700       | 510.000     | 0,9         | 4          | 2          | 2          | 1.175                     |         | 3         |           | 4          |
| 2021 | 4.500       | 510.000     | 0,9         | 1          | 1          |            | 4.500                     |         | 1         |           | 3          |
| 2023 | 4.200       | 509.000     | 0,8         |            |            |            |                           |         | 1         |           | 3          |